# Натек-Нури, Али Акбар
Али Акбар Натек-Нури (перс. علی اکبر ناطق نوری‎;
6 октября 1944, Овзкола, Мазендеран) — иранский политик-исламист, государственный и религиозный деятель, ходжат-оль-ислам, сподвижник аятоллы Хомейни. В 1981—1985 — министр внутренних дел исламской республики, командующий Исламскими революционными комитетами. В 1992—2000 — председатель иранского парламента. Кандидат в президенты Ирана на выборах 1997. До 2017 — один из руководителей администрации и политический советник рахбара Хосейни Хаменеи. Член Совета целесообразности. Представитель консервативного крыла правящей шиитской теократии, в последние годы выступает в альянсе с реформистами.

## Активист исламской оппозиции
Родился в небольшой мазендеранской деревне. Его отец Аболькасем Джамшиди был местным шейхом и исламским проповедником. С детства Али Акбар проникся идеями исламского фундаментализма. Изучал в Тегеранском университете юриспруденцию и философию. Окончил тегеранское медресе, получил шиитский духовный титул ходжат-оль-ислам.
С 1961 Али Акбар Натек-Нури принадлежал к ближнему кругу аятоллы Хомейни. Выступал с проповедями, вёл активную исламистскую пропаганду, участвовал в антишахских протестах 1963. Вёл переписку с Хомейни во время его эмиграции. Состоял в исламистском движении Координационных комитетов — впоследствии Исламская коалиционная партия, организованном альянсе шиитского духовенства с базари. Неоднократно арестовывался шахской полицией и САВАК, отбывал тюремное заключение.

## Государственный деятель

### Министр, силовик, спикер
Али Акбар Натек-Нури активно участвовал в Исламской революции. После её победы примыкал к самой консервативной группе в окружении рахбара Хомейни. Выступал за жёстко теократическое правление в исламской республике, за курс «ни Запад, ни Восток» в международных делах. Участвовал в отстранении от власти умеренного президента Абольхасана Банисадра. Политически сотрудничал с командованием КСИР.
С 1981 по 1985 Натек-Нури занимал пост министра внутренних дел. Возглавлял также систему Исламских революционных комитетов и являлся заместителем Хомейни как главнокомандующего вооружёнными силами Ирана. Возглавлял инспекционное управление в администрации рахбара.
С 1980 Натек-Нури был депутатом иранского парламента — Исламского консультативного совета — от округа в остане Тегеран. Представлял правящую Исламскую республиканскую партию, с 1987 — Ассоциацию воинствующего духовенства. В 1992 был избран председателем парламента. Занимал этот пост в течение восьми лет. Проводил в законодательной политике консервативную линию, полностью поддерживал преемника Хомейни Али Хосейни Хаменеи.

### Поражение на выборах
В 1997 Али Акбар Натек-Нури баллотировался в президенты Ирана от Ассоциации воинствующего духовенства. Выступал с консервативно-исламистской программой всемерного продолжения курса Хомейни. Его шансы на выборах считались предпочтительными.
Незадолго до выборов Натек Нури посетил Россию. Он встречался с премьер-министром Виктором Черномырдиным, выступал в Госдуме, где был с энтузиазмом принят фракцией КПРФ.
Однако президентом Ирана был избран Мохаммад Хатами, выступавший с программой либеральных реформ. Победа Хатами впечатляла: почти 70 % голосов против 25 % за Натек-Нури. Такой результат был воспринят как отторжение иранским обществом конца 1990-х олицетворяемого Натек-Нури жёсткого исламизма. (Показательно, что на выборах 2001 Хатами одержал ещё более убедительную победу, получив 77 %.)

### Советник рахбара
Государственно-политическая деятельность Натек-Нури продолжилась и после поражения. До мая 2000 он оставался председателем парламента. Оставив этот пост, был назначен политическим советником рахбара Хосейни Хаменеи, возглавлял контрольное и разведывательное управление его администрации. Тогда же Натек-Нури создал Координационный совет исламских революционных сил — зонтичную структуру консервативно-исламистских организаций, в том числе Ассоциации воинствующего духовенства и Исламской коалиционной партии.
Несмотря на давние связи с Акбаром Хашеми-Рафсанджани, на выборах 2005 Натек-Нури поддерживал Махмуда Ахмадинежада. Однако на выборах 2009 поддерживал Мир-Хосейна Мусави против президента Ахмадинежада, которого упрекал в дестабилизации государственной системы. Ответом Ахмадинежада стало преследование членов семьи Натек-Нури. Радикальные сторонники президента организовывали уличные акции против Натек-Нури.

### Дипломат
Для Натек-Нури характерно активное участие в международной политике Ирана. В бытность председателем Исламского консультативного совета он активно налаживал межпарламентские связи, причём не только с исламскими, но и европейскими странами, российской Госдумой, украинской Верховной Радой. Участвовал в процессе боснийского урегулирования. Дружественные отношения поддерживал Натек-Нури с такими деятелями, как Стипе Месич (Хорватия), Хайнц Фишер (Австрия), Лючано Виоланте (Италия).
Международный скандал вызвало выступление Натек-Нури в феврале 2009, при праздновании 30-й годовщины Исламской революции. Советник главы Ирана назвал островное государство Бахрейн «14-й иранской провинцией». Это вызвало протесты не только на Бахрейне, но и в других арабских странах, поскольку было расценено как экспансионистские намерения. Натек-Нури пришлось давать объяснения в том плане, что его слова были неверно истолкованы и иранские власти уважают суверенитет Бахрейна.
В 2010 Натек-Нури посетил Каир, вёл переговоры с президентом Египта Хосни Мубараком.

## Критика и отставка
В 2010-х Натек-Нури стал выступать с критическими оценками положения в Иране. Он говорил о «деградации государства», росте коррупции, наркомании и преступности, беззаконии в судах, потере исламской республикой прежнего революционного имиджа. При этом он призывал не к реформам, а к возврату на «путь, завещанный Хомейни». Критиковал он также приватизацию госкомпаний, приведшую к всплеску коррупции — хотя в принципе признавал необходимым отказ от «левого крена в экономической политике». Негативно высказывался Натек-Нури о распространённых в иранской политике суевериях, отмечал, что выступления некоторых имамов «не сообразны ни с интеллектом, ни с шариатом».
К президентским выборам 2013 Натек-Нури выступал в составе «реформаторской коалиции», поддержавшей Хасана Рухани. Парадоксальным образом его союзниками оказались Хатами и Хашеми-Рафсанджани.
В мае 2017 было объявлено об отставке Али Акбара Натек-Нури с постов в администрации рахбара. Официальной мотивации при этом не приводилось. Некоторые обозреватели посчитали, что причиной являлась поддержка со стороны Натек-Нури кандидатуры президента-реформатора Рухани на второй срок — тогда как влиятельные силы в командовании КСИР предпочитали более консервативных кандидатов. Отставка Натек-Нури рассматривалась как недобровольная. При этом Натек-Нури сохранил членство в Совете целесообразности.

## Семья
Али Акбар Натек-Нури женат, имеет четверых детей. Сыновья Мустафа и Мойтаб известны как политические активисты. Младший брат Ахмад — депутат парламента, президент федерации бокса, менеджер автобизнеса. Через тестя Натек-Нури состоял в родстве с Садеком Хальхали. Другой брат — Аббас Али — был активистом Исламской республиканской партии и погиб в результате антиисламистского теракта.